# Who's That Girl (nhạc phim)
Who's That Girl là album nhạc phim đầu tiên của nghệ sĩ thu âm người Mỹ Madonna, phát hành ngày 21 tháng 7 năm 1987 bởi Sire Records để quảng bá cho bộ phim cùng tên. Album được ghi nhận là một album của Madonna, mặc dù cô chỉ thể hiện bốn trong tổng số chín bài hát của album, bên cạnh những tác phẩm của nhiều nghệ sĩ khác cùng hãng đĩa với nữ ca sĩ như Scritti Politti, Duncan Faure, Club Nouveau, Coati Mundi và Michael Davidson. Sau thành công thương mại từ bộ phim của cô Desperately Seeking Susan (1985), Madonna mong muốn tham gia diễn xuất vào một bộ phim hài mang tên Slammer, về một người phụ nữ bị vu cáo giết người tên Nikki Finn. Tuy nhiên, sau thất bại về mặt chuyên môn lẫn thương mại từ bộ phim hành trình của cô Shanghai Surprise (1986), Warner Bros. đã miễn cưỡng bật đèn xanh cho dự án, nhưng sau đó đồng ý, sau khi Madonna thuyết phục họ và họ cũng muốn đánh đổi nó bằng thành công của Madonna với album nhạc phim.
Madonna bắt đầu thực hiện nhạc phim trong tháng 12 năm 1986, và liên hệ với Patrick Leonard và Stephen Bray, những người đã cộng tác với cô như là nhà sản xuất cho album phòng thu thứ ba của nữ ca sĩ True Blue (1986). Madonna cảm thấy rằng một bài hát uptempo và downtempo là cần thiết cho album. Leonard sản xuất phần âm nhạc cho bài hát uptempo, trong khi Madonna thực hiện phần giai điệu và lời bài hát. Sau khi hoàn thiện, cô đặt tên cho bản nhạc là "Who's That Girl" và tin tưởng rằng đây sẽ là một tiêu đề tốt hơn so với Slammer, dẫn đến quyết định sử dụng cái tên này cho tiêu đề của bộ phim. Ngoài ra, Madonna và Leonard cũng phát triển bản ballad downtempo "The Look of Love". Hai bài hát khác được sáng tác cho bộ phim mà nữ ca sĩ cộng tác với Bray, bao gồm "Causing a Commotion" và "Can't Stop", một bài hát được lấy cảm hứng từ Sixties Motown và nhóm nhạc Martha and the Vandellas.
Sau khi phát hành, nhạc phim Who's That Girl nhận được những phản ứng chủ yếu là tiêu cực từ các nhà phê bình âm nhạc. Một số người đánh giá rằng phần tổng quan của nó là không đồng đều, mặc dù bài hát chủ đề và "The Look of Love" được ca ngợi như là điểm nổi bật từ album. Nó cũng là một thành công về mặt thương mại, lọt vào top 5 ở nhiều quốc gia Áo, Canada, Phần Lan, Pháp, Đức, Ý, Na Uy, Tây Ban Nha, Thụy Điển, Vương quốc Anh, trong khi đứng đầu bảng xếp hạng ở Đức và Hà Lan. Tại Hoa Kỳ, nhạc phim đạt vị trí thứ bảy trên bảng xếp hạng Billboard 200, và được chứng nhận đĩa Bạch kim từ Hiệp hội Công nghiệp ghi âm Mỹ (RIAA), công nhận một triệu bản đã được tiêu thụ tại đây. Tính đến nay, album đã bán được hơn 6 triệu bản trên toàn thế giới.
Ba trong số những bài hát của Madonna thể hiện cho nhạc phim Who's That Girl đã được phát hành như là đĩa đơn. Bài hát chủ đề đã trở thành đĩa đơn quán quân thứ sáu của cô trên bảng xếp hạng Billboard Hot 100, giúp cô trở thành nghệ sĩ đầu tiên có sáu đĩa đĩa đơn ở vị trí số một trong thập niên 1980, và là nghệ sĩ nữ hát đơn đầu tiên đạt được thành tích này. "Causing a Commotion" được phát hành như là đĩa đơn thứ hai, và đạt vị trí thứ hai trên Hot 100. "The Look of Love" chỉ được phát hành ở thị trường châu Âu, và lọt vào top 10 ở Vương quốc Anh. Một bài hát khác, "Turn It Up" được phát hành như là đĩa đơn quảng bá ở Hoa Kỳ, và đạt vị trí thứ 15 trên bảng xếp hạng nhạc dance. Để quảng bá cho album, Madonna thực hiện chuyến lưu diễn thành công Who's That Girl World Tour.

## Danh sách bài hát
| STT | Nhan đề                                                | Sáng tác                                             | Sản xuất                                             | Thời lượng |
| --- | ------------------------------------------------------ | ---------------------------------------------------- | ---------------------------------------------------- | ---------- |
| 1.  | "Who's That Girl" (trình bày bởi Madonna)              | Madonna, Patrick Leonard                             | Madonna, Patrick Leonard                             | 3:58       |
| 2.  | "Causing a Commotion" (trình bày bởi Madonna)          | Madonna, Stephen Bray                                | Madonna, Stephen Bray                                | 4:20       |
| 3.  | "The Look of Love" (trình bày bởi Madonna)             | Madonna, P. Leonard                                  | Madonna, Patrick Leonard                             | 4:03       |
| 4.  | "24 Hours" (trình bày bởi Duncan Faure)                | Mary Kessler, Joey Wilson                            | Stephen Bray                                         | 3:38       |
| 5.  | "Step by Step" (trình bày bởi Club Nouveau)            | Jay King, Denzil Foster, Thomas McElroy, David Agent | Jay King, Denzil Foster, Thomas McElroy, David Agent | 4:43       |
| 6.  | "Turn It Up" (trình bày bởi Michael Davidson)          | Michael Davidson, Frederic Mercier                   | Stock, Aitken, Waterman                              | 3:56       |
| 7.  | "Best Thing Ever" (trình bày bởi Scritti Politti)      | Green Gartside, David Gamson                         | Green Gartside, David Gamson, John "Tokes" Potoker   | 3:51       |
| 8.  | "Can't Stop" (trình bày bởi Madonna)                   | Madonna, S. Bray                                     | Madonna, Stephen Bray                                | 4:45       |
| 9.  | "El Coco Loco (So So Bad)" (trình bày bởi Coati Mundi) | Coati Mundi Hernandez                                | Hubert Eaves III                                     | 6:22       |

## Xếp hạng
| Bảng xếp hạng (1987)                | Vị trí cao nhất |
| ----------------------------------- | --------------- |
| Úc (Kent Music Report)              | 24              |
| Album Áo (Ö3 Austria)               | 5               |
| Canada (RPM)                        | 4               |
| Album Hà Lan (Album Top 100)        | 1               |
| Châu Âu (European Top 100 Albums)   | 1               |
| Phần Lan (Suomen virallinen lista)  | 5               |
| Pháp (SNEP)                         | 2               |
| Đức (Offizielle Top 100)            | 1               |
| Ý (FIMI)                            | 2               |
| Nhật Bản (Oricon)                   | 10              |
| Album New Zealand (RMNZ)            | 6               |
| Album Na Uy (VG-lista)              | 2               |
| Tây Ban Nha (Promusicae)            | 4               |
| Album Thụy Điển (Sverigetopplistan) | 4               |
| Album Thụy Sĩ (Schweizer Hitparade) | 4               |
| Anh Quốc (OCC)                      | 4               |
| Hoa Kỳ Billboard 200                | 7               |

| Bảng xếp hạng (1987)                      | Vị trí |
| ----------------------------------------- | ------ |
| Austrian Albums (Ö3 Austria Top 40)       | 26     |
| Canadian Albums (RPM)                     | 37     |
| Dutch Albums (MegaCharts)                 | 16     |
| Europe (European Top 100 Albums)          | 18     |
| French Albums (SNEP)                      | 15     |
| German Albums (Offizielle Top 100)        | 20     |
| Italian Albums (FIMI)                     | 11     |
| Norwegian Summer Period Albums (VG-lista) | 8      |
| Swiss Albums (Schweizer Hitparade)        | 29     |
| UK Albums (OCC)                           | 41     |
| US Top Soundtrack (Billboard)             | 5      |
| Bảng xếp hạng (1988)                      | Vị trí |
| US Top Soundtrack (Billboard)             | 8      |

## Chứng nhận
| Quốc gia                                                                           | Chứng nhận  | Số đơn vị/doanh số chứng nhận |
| ---------------------------------------------------------------------------------- | ----------- | ----------------------------- |
| Úc (ARIA)                                                                          | Vàng        | 35.000^                       |
| Brasil (Pro-Música Brasil)                                                         | Vàng        | 100.000*                      |
| Pháp (SNEP)                                                                        | 2× Bạch kim | 600.000*                      |
| Đức (BVMI)                                                                         | Vàng        | 250.000^                      |
| Hồng Kông (IFPI Hồng Kông)                                                         | Bạch kim    | 20.000*                       |
| Ý (FIMI)                                                                           | 2× Bạch kim | 200.000*                      |
| Hà Lan (NVPI)                                                                      | Vàng        | 50.000^                       |
| New Zealand (RMNZ)                                                                 | Vàng        | 7.500^                        |
| Tây Ban Nha (PROMUSICAE)                                                           | Bạch kim    | 100.000^                      |
| Thụy Sĩ (IFPI)                                                                     | Vàng        | 25.000^                       |
| Anh Quốc (BPI)                                                                     | Bạch kim    | 300.000^                      |
| Hoa Kỳ (RIAA)                                                                      | Bạch kim    | 1.000.000^                    |
| Tổng hợp                                                                           |             |                               |
| Toàn cầu                                                                           | —           | 6,000,000                     |
| * Chứng nhận dựa theo doanh số tiêu thụ. ^ Chứng nhận dựa theo doanh số nhập hàng. |             |                               |